# Rave In2 the Joy Fantastic
A Rave In2 the Joy Fantastic Prince első remixalbuma, a "Love Symbol" név alatt. 2001. április 29-én jelentette meg az NPG Records. Prince huszonharmadik stúdióalbumáról, a Rave Un2 the Joy Fantastic-ról szerepelnek rajta remixek. Az NPG Music Club-on keresztül juttatták el a tagoknak postán, ennek köszönhetően az album megjelenésekor nem szerepelt slágerlistákon.
Az album a Rave Un2 the Joy Fantastic alternatív verziója. Tizenhárom dal szerepel az albumon róla és a korábban meg nem jelent "Beautiful Strange". A remixek mellett a Rave In2 the Joy Fantastic-on szerepel több dal hosszabb és a "Wherever U Go, Whatever U Do" rövidített verziója. Az albumon nem szerepelnek a "Segue" számok.

## Háttér
A Rave In2 the Joy Fantastic alternatív verziója Prince 1999-es Rave Un2 the Joy Fantastic stúdióalbumának. Korábbi munkájával ellentétben az album nem jelent meg kiadókon keresztül, csak az NPG Music Club internetes szolgáltatáson keresztül és postán eljuttatva a rajongókhoz. Ennek köszönhetően az album megjelenésekor nem szerepelt egy slágerlistán se. Prince otthonában, a Paisley Park Studios-ban (Chanhassen, Minnesota), a kaliforniai Electric Lady Studios-ban és a New York-i O'Henry Sound Studios-ban történtek a felvételek.
2001. április 30-án CD-ként jelent meg az album és 2019-ig nem volt megszerezhető. 2018-ban elérhetővé tették streaming szolgáltatóknak.

## Ultimate Rave
2019 áprilisában a Rave In2 the Joy Fantastic posztumusz albumként megjelent az Ultimate Rave díszdoboz részeként, amely tartalmazza az eredeti albumot és a Rave Un2 the Year 2000 koncertfilmjét.

## Számlista
Az összes dal szerzője Prince. 
| Rave In2 the Joy Fantastic | Rave In2 the Joy Fantastic                                | Rave In2 the Joy Fantastic | Rave In2 the Joy Fantastic | Rave In2 the Joy Fantastic | Rave In2 the Joy Fantastic | Rave In2 the Joy Fantastic | Rave In2 the Joy Fantastic | Rave In2 the Joy Fantastic | Rave In2 the Joy Fantastic |
|                            | Cím                                                       | Hossz                      |                            |                            |                            |                            |                            |                            |                            |
| -------------------------- | --------------------------------------------------------- | -------------------------- | -------------------------- | -------------------------- | -------------------------- | -------------------------- | -------------------------- | -------------------------- | -------------------------- |
| 1.                         | Rave In2 the Joy Fantastic                                | 5:13                       |                            |                            |                            |                            |                            |                            |                            |
| 2.                         | Undisputed (The Moneyapolis Mix) (Chuck D-vel)            | 5:45                       |                            |                            |                            |                            |                            |                            |                            |
| 3.                         | The Greatest Romance Ever Sold (extended remix) (Eve-vel) | 8:07                       |                            |                            |                            |                            |                            |                            |                            |
| 4.                         | Hot Wit' U (Nasty Girl Remix)                             | 4:22                       |                            |                            |                            |                            |                            |                            |                            |
| 5.                         | Tangerine (extended version)                              | 2:13                       |                            |                            |                            |                            |                            |                            |                            |
| 6.                         | So Far, So Pleased (Gwen Stefani-val)                     | 3:23                       |                            |                            |                            |                            |                            |                            |                            |
| 7.                         | The Sun, the Moon and Stars                               | 5:15                       |                            |                            |                            |                            |                            |                            |                            |
| 8.                         | Man'O'War (Remix)                                         | 5:12                       |                            |                            |                            |                            |                            |                            |                            |
| 9.                         | Baby Knows (extended version) (Sheryl Crow-val)           | 3:52                       |                            |                            |                            |                            |                            |                            |                            |
| 10.                        | 👁 Love U, but 👁 Don't Trust U Anymore (Ani DiFrancoval)   | 3:33                       |                            |                            |                            |                            |                            |                            |                            |
| 11.                        | Beautiful Strange                                         | 4:55                       |                            |                            |                            |                            |                            |                            |                            |
| 12.                        | Silly Game                                                | 3:29                       |                            |                            |                            |                            |                            |                            |                            |
| 13.                        | Wherever U Go, Whatever U Do (alternative version)        | 3:15                       |                            |                            |                            |                            |                            |                            |                            |
| 14.                        | Prettyman (extended version) (rejtett dal)                | 5:35                       |                            |                            |                            |                            |                            |                            |                            |
| 64:09                      |                                                           |                            |                            |                            |                            |                            |                            |                            |                            |

## Közreműködők
Az AllMusic adatai alapján.
- Prince – minden egyéb vokál és hangszer
- Mike Scott – gitár (3)
- Ani DiFranco – akusztikus gitár (13)
- Rhonda Smith – akusztikus basszus (6), basszusgitár (7)
- Kirk Johnson – dobok (7), ütőhangszerek (11)
- Michael B. – dobok (12)
- Kenni Holmen – szaxofon (5)
- Kathy Jensen – szaxofon (5)
- Maceo Parker – szaxofon (18)
- Steve Strand – trombita (5)
- Dave Jensen – trombita (5)
- Michael B. Nelson – harsona (5)
- Gwen Stefani – vokál (7)
- Sheryl Crow – vokál és harmonika (12)
- Marva King – háttérének (7)
- Larry Graham – háttérének (9)
- DuJuan Blackshire – háttérének (9)
- Johnnie Blackshire – háttérének (9)
- Kip Blackshire – vocoder (2, 9)
- Chuck D – rap (2)
- Eve – rap (5)
- Bros. Jules – scratches (2, 18)
- Clare Fischer – zenekar (8, 10, 14)

## Slágerlisták
| Slágerlista (2019)                | Legmagasabb pozíció |
| --------------------------------- | ------------------- |
| Belga Albumok (Ultratop Flanders) | 91                  |

| Slágerlista (2019)                | Legmagasabb pozíció |
| --------------------------------- | ------------------- |
| Belga Albumok (Ultratop Flanders) | 45                  |
| Belga Albumok (Ultratop Wallonia) | 131                 |
| Francia Albumok (SNEP)            | 155                 |
| Holland Albumok                   | 85                  |
| Spanyol Albumok (PROMUSICAE)      | 57                  |